# F.I.L Games
F.I.L Games는 미국의 모바일 게임 회사이다.

## 설명
F.I.L Games는 2018년에 설립된 기업이다. F.I.L Games는 모바일 게임을 제작하는 업체로 레스큐 컷이 대표적인 기업의 제품이 된다. 레스큐 컷 외에 다른 모바일 게임들도 F.I.L Games사에서 제작한 제품이 있으며 주로 인명구조를 목적으로 하는 게임들을 제작하는 기업이 된다.

## 같이 보기
- 모바일 게임
- 기업